# سیارک ۱۵۹۶۰
سیارک ۱۵۹۶۰ (به انگلیسی: 15960 Hluboka، نامگذاری:1998CH) پانزده هزار و نهصد و شصتمین سیارک کشف شده‌است که در ۲ فوریه ۱۹۹۸ کشف شد.
قدر مطلق سیارک برابر ۱۲٫۸۰ است.